# Sweden Box Open
Sweden Box Open var ett amatörboxningevenemang i Sverige under åren 1980-1997 Tävlingen brukade avgöras i januari, oftast i Stockholm som Stockholm Box Open. 1995 och 1996 avgjordes tävlingarna i Timrå och Sundsvall.

### Fotnoter
1. ↑  ”Sweden” (på engelska). Amateur Boxing. http://amateur-boxing.strefa.pl/Tournaments/Sweden.html. Läst 14 september 2011.
2. ↑  ”Box Open”. Svensk mediedatabas. http://smdb.kb.se/catalog/search?q=%22Box+Open%22&sort=OLDEST. Läst 14 september 2011.